# Lenny DiNardo
Pour les articles homonymes, voir Lenny.
Leonard Edward DiNardo dit Lenny DiNardo, né le 19 septembre 1979 à Miami (Floride), est un joueur américain de baseball évoluant en Ligue majeure de baseball de 2004 à 2009. Jouant sur les racines italiennes de ses ancêtres, il parvient à se faire sélectionner en équipe d'Italie et prend part à la Classique mondiale de baseball 2006 et 2009. Il fait actuellement partie des Athletics d'Oakland.

## Carrière
En décembre 2010, il signe un contrat des ligues mineures avec les Red Sox de Boston. Libéré le 29 mars à la fin de l'entraînement de printemps, il devient agent libre et signe avec les Athletics d'Oakland le 21 mai suivant.